# Вайва Майнеліте
Вайва Майнеліте (нар. 5 вересня 1948 року, Рокишкіс, СРСР) — радянська та литовська акторка.

## Біографія
Вайва Майнеліте народилася 5 вересня 1948 року у  місті Рокишкіс. У 1970 році закінчила Литовську консерваторію.
У 1969-1973 роках Вайва Майнеліте працювала у Шяуляйському драматичному театрі, а потім перейшла до Литовського національного драматичного театру.
Крім роботи в театрі Майнеліте також знімається в кіно.

## Вибіркова фільмографія
- «Антон і червона химера» (2019)
- «Оповіді містечка Кукучяй» (1987)
- «Мишоловка» (1986)
- «Гра хамелеона» (1986)
- «Англійський вальс» (1982)
- «Таємниця Ендхаузу» (1981)
- «Гра без козирів» (1981)
- «Факт» (1980)
- «Пригоди Калле-сищика» (1977)
- «Чоловік у розквіті років» (1976)
- «Чоловіче літо» (1970)